# 日本プロフェッショナル野球組織
日本プロフェッショナル野球組織（にっぽんプロフェッショナルやきゅうそしき、にほんプロフェッショナルやきゅうそしき）は、日本野球機構の内部組織である。日本のプロ野球の内、セントラル・リーグおよびパシフィック・リーグを統括している。日本プロフェッショナル野球協約第1条に基づき、セントラル野球連盟、パシフィック野球連盟、およびそれらに所属する球団によって構成されている。また、同第8条に基づいてコミッショナーが組織を代表し、管理・統制している。

## 日本野球機構との関係
2007年度まで、同様にプロ野球のセ・パ両リーグをまとめる組織として日本野球機構が存在し、「NPB = Nippon Professional Baseball」という英称を共有するのみならず、「組織」のコミッショナーが「機構」の会長を兼ねていた。一応、「組織」がルール（競技ルールおよび選手契約ルール）面を、「機構」が興行面を、それぞれ分担するとされてきたものの、ながく両者の関係は曖昧だった。
2008年度より、「組織」は社団法人である「機構」の内部組織とされた。関連して、それまでは、コミッショナー事務局、セ・リーグ事務局、パ・リーグ事務局と3つ存在した事務局も、コミッショナー事務局に統合・一本化された。これらの一連の組織改革は、2004年に起こったプロ野球再編問題の際に、責任の所在の曖昧さに加え、事態を収拾する能力の無さをも露呈し、大きな批判を浴びたことが契機であった。今後は、コミッショナーが中心となって球界をまとめてゆくことが期待されるが、なお現状においては読売ジャイアンツに依存した運営が続いていると評価されることが多い。

## その他の改革
アマチュア選手の獲得で1千3百万円の「裏金」が動いたとされる不祥事が発覚し、プロ野球界の信頼が失墜する中、2007年3月20日、日本プロ野球組織は西武球団を除く各球団代表者会議を開いて、裏金問題の温床と目されている「希望入団枠」の撤廃について協議したが、各球団の意見が絡み合わず、「2008年3月までに希望枠廃止の新制度を作成し、同年秋から実施する。今秋は暫定的に現行制度で行う。」との案を、実行委員会、オーナー会議に報告することで終わった。
- 2008年3月31日、12球団代表者会議で、大学生・社会人と高校生を別々に新人選択会議（ドラフト会議）をしていたが同年秋から一本化することが決まった。

### フリーエージェント資格問題
2008年3月31日に12球団代表者会議で、FA資格取得年数を、現行の9年（大学生・社会人）から7年に、高校生8年に、（海外は9年で現行どおり）、短縮することで合意した。